# Idaea meridiaria
Idaea meridiaria är en fjärilsart som beskrevs av Pierre Millière 1869. Idaea meridiaria ingår i släktet Idaea och familjen mätare. Inga underarter finns listade i Catalogue of Life.